# Elezioni comunali in Toscana del 1993
Le elezioni comunali in Toscana del 1993 si tennero il 6 giugno (con ballottaggio il 20 giugno), e il 21 novembre (con ballottaggio il 5 dicembre).
Furono le prime col nuovo sistema elettorale maggioritario e l’elezione diretta del sindaco. 

## Riepilogo sindaci eletti
PDS
      Democrazia Cristiana
      Partito Socialista Italiano
| Provincia | Comune      | Popolazione legale (censimento 1991) | Sindaco uscente | Sindaco uscente         | Sindaco eletto | Sindaco eletto          | Primo turno | Primo turno | Secondo turno | Secondo turno | Seggi   |
| Provincia | Comune      | Popolazione legale (censimento 1991) | Sindaco uscente | Sindaco uscente         | Sindaco eletto | Sindaco eletto          | Voti        | %           | Voti          | %             | Seggi   |
| --------- | ----------- | ------------------------------------ | --------------- | ----------------------- | -------------- | ----------------------- | ----------- | ----------- | ------------- | ------------- | ------- |
| Arezzo    | Montevarchi | 21.710                               |                 | Lorenzo Piccioli (PSI)  |                | Rolando Nannicini (PDS) | 4.185       | 28,44       | 6.731         | 50,01         | 12 / 20 |
| Grosseto  | Grosseto    | 71.257                               |                 | Loriano Valentini (PDS) |                | Loriano Valentini (PDS) | 18.398      | 38,17       | 23.836        | 52,81         | 24 / 40 |
| Lucca     | Pietrasanta | 24.817                               |                 | Sirio Macchiarini (DC)  |                | Manrico Nicolai (PDS)   | 4.674       | 29,96       | 7.097         | 50,53         | 12 / 20 |
| Pistoia   | Pescia      | 18.123                               |                 | Renzo Giuntoli (PDS)    |                | Renzo Giuntoli (PDS)    | 4.120       | 34,58       | 5.720         | 53,67         | 12 / 20 |
| Siena     | Siena       | 56.956                               |                 | Pierluigi Piccini (PDS) |                | Pierluigi Piccini (PDS) | 15.123      | 37,80       | 18.667        | 55,95         | 24 / 40 |

## Elezioni del giugno 1993

### Arezzo
Castiglion Fibocchi 
| Candidati | Candidati                 | Voti  | %     | Liste                                                       | Voti  | %     | Seggi |
| --------- | ------------------------- | ----- | ----- | ----------------------------------------------------------- | ----- | ----- | ----- |
|           | Marcello Ralli ✔️ Sindaco | 819   | 63,39 | Democrazia Cristiana                                        | 819   | 63,39 | 8     |
|           | Guido Severi              | 473   | 36,61 | Partito Democratico della Sinistra - Rifondazione Comunista | 473   | 36,61 | 4     |
| Totale    | Totale                    | 1.292 | 100   |                                                             | 1.292 | 100   | 12    |

#### Castiglion Fiorentino
| Candidati | Candidati                  | Voti  | %     | Liste                                                            | Voti  | %     | Seggi |
| --------- | -------------------------- | ----- | ----- | ---------------------------------------------------------------- | ----- | ----- | ----- |
|           | Giuseppe Alpini ✔️ Sindaco | 3.954 | 49,17 | Partito Socialista Italiano - Partito Democratico della Sinistra | 3.954 | 49,17 | 13    |
|           | Santi Gadani               | 3.571 | 44,41 | Democrazia Cristiana                                             | 3.571 | 44,41 | 6     |
|           | Federico Zucchini          | 561   | 6,42  | Movimento Sociale Italiano - Destra Nazionale                    | 561   | 6,42  | 1     |
| Totale    | Totale                     | 8.041 | 100   |                                                                  | 8.041 | 100   | 20    |

Civitella in Val di Chiana
| Candidati | Candidati                     | Voti  | %     | Liste                                                             | Voti  | %     | Seggi |
| --------- | ----------------------------- | ----- | ----- | ----------------------------------------------------------------- | ----- | ----- | ----- |
|           | Gilberto Dindalini ✔️ Sindaco | 2.614 | 48,10 | Partito Democratico della Sinistra - Rifondazione Comunista       | 2.614 | 48,10 | 11    |
|           | Niccolò Giani                 | 2.531 | 46,57 | Democrazia Cristiana - Partito Socialista Italiano - Lista civica | 2.531 | 46,57 | 5     |
|           | Antonio Faccioli              | 290   | 5,34  | Lega Lombarda                                                     | 290   | 5,34  | -     |
| Totale    | Totale                        | 5.435 | 100   |                                                                   | 5.435 | 100   | 16    |

#### Montevarchi
| Candidati | Candidati                                | Voti   | %     | Liste                                | Voti   | %     | Seggi |
| --------- | ---------------------------------------- | ------ | ----- | ------------------------------------ | ------ | ----- | ----- |
|           | Rolando Nannicini Accede al ballottaggio | 4.185  | 28,44 | Partito Democratico della Sinistra   | 4.070  | 30,11 | 12    |
|           | Felice Torzini Accede al ballottaggio    | 3.681  | 25,02 | Lista Civica di Centro-destra        | 3.315  | 24,53 | 4     |
|           | Giuseppe Tartaro                         | 3.393  | 23,06 | Lista Civica di Centro               | 3.159  | 23,37 | 2     |
|           | Vasco Acciai (A)                         | 1.736  | 11,80 | Partito della Rifondazione Comunista | 1.676  | 12,40 | 1     |
|           | Antonio Perferi                          | 1.718  | 11,68 | Partito Socialista Italiano          | 1.295  | 9,58  | 1     |
| Totale    | Totale                                   | 14.713 | 100   |                                      | 13.515 | 100   | 20    |

La lista contrassegnata con la lettera (A) è apparentata al secondo turno con Rolando Nannicini
Ballottaggio
| Candidati | Candidati                        | Voti   | %     |
| --------- | -------------------------------- | ------ | ----- |
|           | Rolando Nannicini (A) ✔️ Sindaco | 6.731  | 50,01 |
|           | Felice Torzini                   | 6.727  | 49,99 |
| Totale    | Totale                           | 13.458 | 100   |

Ortignano Raggiolo
| Candidati | Candidati                | Voti | %     | Liste                              | Voti | %     | Seggi |
| --------- | ------------------------ | ---- | ----- | ---------------------------------- | ---- | ----- | ----- |
|           | Ivano Versari ✔️ Sindaco | 348  | 56,77 | Partito Democratico della Sinistra | 348  | 56,77 | 8     |
|           | Mauro Bellucci           | 170  | 27,73 | Democrazia Cristiana               | 170  | 27,73 | 3     |
|           | Annibale Mario Bonucci   | 95   | 15,50 | Lista civica                       | 95   | 15,50 | 1     |
| Totale    | Totale                   | 613  | 100   |                                    | 613  | 100   | 12    |

Pratovecchio
| Candidati | Candidati                     | Voti  | %     | Liste                                                                                          | Voti  | %     | Seggi |
| --------- | ----------------------------- | ----- | ----- | ---------------------------------------------------------------------------------------------- | ----- | ----- | ----- |
|           | Stefano Ceccherini ✔️ Sindaco | 1.134 | 52,92 | Democrazia Cristiana                                                                           | 1.134 | 52,92 | 11    |
|           | Mario Agostini                | 1.009 | 47,08 | Partito Democratico della Sinistra, Partito Socialista Italiano, Partito Repubblicano Italiano | 1.009 | 47,08 | 5     |
| Totale    | Totale                        | 2.143 | 100   |                                                                                                | 2.143 | 100   | 16    |

 Talla 
| Candidati | Candidati             | Voti | %     | Liste                                                                               | Voti | %     | Seggi |
| --------- | --------------------- | ---- | ----- | ----------------------------------------------------------------------------------- | ---- | ----- | ----- |
|           | Fulco Tafi ✔️ Sindaco | 449  | 53,58 | Alleanza Popolare (Partito Democratico della Sinistra, Partito Socialista Italiano) | 449  | 53,58 | 8     |
|           | Claudio Cammillini    | 389  | 46,42 | Democrazia Cristiana                                                                | 389  | 46,42 | 4     |
| Totale    | Totale                | 838  | 100   |                                                                                     | 838  | 100   | 12    |

### Firenze
Carmignano 

| Candidati | Candidati                     | Voti  | %     | Liste                           | Voti  | %     | Seggi |
| --------- | ----------------------------- | ----- | ----- | ------------------------------- | ----- | ----- | ----- |
|           | Alessandro Attucci ✔️ Sindaco | 3.224 | 56,27 | Centro-sinistra (liste civiche) | 3.224 | 56,27 | 11    |
|           | Carlotta Cosimini             | 1.852 | 32,32 | Lista civica di centro-destra   | 1.852 | 32,32 | 4     |
|           | Gianfranco Torri              | 654   | 11,41 | Lega Lombarda                   | 654   | 11,41 | 1     |
| Totale    | Totale                        | 5.730 | 100   |                                 | 5.730 | 100   | 16    |

 Poggio a Caiano 
| Candidati | Candidati              | Voti  | %     | Liste                                         | Voti  | %     | Seggi |
| --------- | ---------------------- | ----- | ----- | --------------------------------------------- | ----- | ----- | ----- |
|           | Piero Cambi ✔️ Sindaco | 1.925 | 36,88 | Democrazia Cristiana                          | 1.925 | 36,88 | 11    |
|           | Silvano Gielli         | 1.783 | 34,16 | Lista civica                                  | 1.783 | 34,16 | 4     |
|           | Luca Parretti          | 720   | 13,80 | Lista civica                                  | 720   | 13,80 | 1     |
|           | Roberto De Domenico    | 315   | 6,04  | Lega Lombarda                                 | 315   | 6,04  | -     |
|           | Paolo Cintolesi        | 258   | 4,94  | Lista civica                                  | 258   | 4,94  | -     |
|           | Eugenio Eboli          | 218   | 4,18  | Movimento Sociale Italiano - Destra Nazionale | 218   | 4,18  | -     |
| Totale    | Totale                 | 5.219 | 100   |                                               | 5.219 | 100   | 16    |

### Grosseto
Castiglione della Pescaia 

| Candidati | Candidati                   | Voti  | %     | Liste                       | Voti  | %     | Seggi |
| --------- | --------------------------- | ----- | ----- | --------------------------- | ----- | ----- | ----- |
|           | Massimo Emiliani ✔️ Sindaco | 2.682 | 48,96 | Centro-sinistra             | 2.682 | 48,96 | 11    |
|           | Marcello Armellini          | 1.279 | 23,35 | Partito Socialista Italiano | 1.279 | 23,35 | 3     |
|           | Ranieri Mantovani           | 1.253 | 22,87 | Democrazia Cristiana        | 1.253 | 22,87 | 2     |
|           | Giulia Paolucci             | 264   | 4,82  | Lega Lombarda               | 264   | 4,82  | -     |
| Totale    | Totale                      | 5.478 | 100   |                             | 5.478 | 100   | 16    |

#### Grosseto
| Candidati                   | Candidati                                | Voti                        | %     | Liste                                                  | Voti   | %     | Seggi |
| --------------------------- | ---------------------------------------- | --------------------------- | ----- | ------------------------------------------------------ | ------ | ----- | ----- |
|                             | Loriano Valentini Accede al ballottaggio | 18.398                      | 38,17 | Alleanza per Grosseto (PDS - PRI - Verdi - Etica 2000) | 17.680 | 39,39 | 24    |
|                             | Fausto Giunta Accede al ballottaggio     | 15.492                      | 32,14 | Rinnovamento (PSI - PSDI - PLI - Lista Pannella)       | 7.447  | 16,59 | 5     |
| Democrazia Cristiana        | Fausto Giunta Accede al ballottaggio     | 6.674                       | 14,87 | 4                                                      |        |       |       |
| Seggio al candidato sindaco | Seggio al candidato sindaco              | Seggio al candidato sindaco | 1     |                                                        |        |       |       |
|                             | Raniero Amarugi                          | 4.288                       | 8,90  | Partito della Rifondazione Comunista                   | 4.000  | 8,91  | 2     |
|                             | Alessandro Guidoni                       | 3.927                       | 8,15  | Movimento Sociale Italiano - Destra Nazionale          | 3.639  | 8,11  | 2     |
|                             | Stefano Carotta                          | 2.395                       | 4,97  | Lega Nord                                              | 2.288  | 5,10  | 1     |
|                             | Gastone Romualdi                         | 2.253                       | 4,67  | Testimonianza per la Città                             | 1.899  | 4,23  | 1     |
|                             | Roberto Sorace                           | 765                         | 1,59  | La Rete                                                | 637    | 1,42  | -     |
|                             | Alessandro Mazzarelli                    | 681                         | 1,41  | Lega Autonomista Toscana - M.A.T.                      | 623    | 1,39  | -     |
| Totale                      | Totale                                   | 48.199                      | 100   |                                                        | 44.887 | 100   | 40    |

Ballottaggio
| Candidati | Candidati                    | Voti   | %     |
| --------- | ---------------------------- | ------ | ----- |
|           | Loriano Valentini ✔️ Sindaco | 23.836 | 52,81 |
|           | Fausto Giunta                | 21.297 | 47,19 |
| Totale    | Totale                       | 45.133 | 100   |

#### Orbetello
| Candidati | Candidati                    | Voti   | %     | Liste                                         | Voti   | %     | Seggi |
| --------- | ---------------------------- | ------ | ----- | --------------------------------------------- | ------ | ----- | ----- |
|           | Adalberto Minucci ✔️ Sindaco | 3.793  | 36,38 | Centro-sinistra                               | 3.793  | 36,38 | 13    |
|           | Giuseppe Petreni             | 2.832  | 27,16 | Coalizione area governativa                   | 2.832  | 27,16 | 4     |
|           | Erasmo Scotto                | 1.426  | 13,68 | Lista civica                                  | 1.426  | 13,68 | 2     |
|           | Rolando Di Vincenzo          | 1.369  | 13,13 | Movimento Sociale Italiano - Destra Nazionale | 1.369  | 13,13 | 1     |
|           | Sergio Bovicelli             | 638    | 6,12  | Rifondazione Comunista                        | 638    | 6,12  | -     |
|           | Paolo Tellini                | 369    | 3,54  | Lega Lombarda                                 | 369    | 3,54  | -     |
| Totale    | Totale                       | 10.427 | 100   |                                               | 10.427 | 100   | 20    |

 Roccalbegna 
| Candidati | Candidati                   | Voti | %   | Liste                | Voti | %   | Seggi |
| --------- | --------------------------- | ---- | --- | -------------------- | ---- | --- | ----- |
|           | Andrea Zamperini ✔️ Sindaco | 778  | 100 | Democrazia Cristiana | 778  | 100 | 8     |
| Totale    | Totale                      | 778  | 100 |                      | 778  | 100 | 8     |

 Scansano 
| Candidato | Candidato                   | Voti  | %     | Liste                       | Voti  | %     | Seggi |
| --------- | --------------------------- | ----- | ----- | --------------------------- | ----- | ----- | ----- |
|           | Giacomo Laurenti ✔️ Sindaco | 1.932 | 58,62 | Centro-sinistra             | 1.932 | 58,62 | 11    |
|           | Giuseppe Andreini           | 1.019 | 30,92 | Coalizione area governativa | 1.019 | 30,92 | 4     |
|           | Franco Pianelli             | 345   | 10,47 | Rifondazione Comunista      | 345   | 10,47 | 1     |
| Totale    | Totale                      | 3.296 | 100   |                             | 3.296 | 100   | 16    |

 Semproniano 
| Candidati | Candidati                 | Voti  | %     | Liste                              | Voti  | %     | Seggi |
| --------- | ------------------------- | ----- | ----- | ---------------------------------- | ----- | ----- | ----- |
|           | Mariella Rossi ✔️ Sindaco | 695   | 65,75 | Democrazia Cristiana               | 695   | 65,75 | 8     |
|           | Catia Cardeti             | 362   | 34,25 | Partito Democratico della Sinistra | 362   | 34,25 | 4     |
| Totale    | Totale                    | 1.057 | 100   |                                    | 1.057 | 100   | 12    |

### Livorno
Capraia Isola 

| Candidati | Candidati                    | Voti | %     | Liste                                                            | Voti | %     | Seggi |
| --------- | ---------------------------- | ---- | ----- | ---------------------------------------------------------------- | ---- | ----- | ----- |
|           | Manlio Della Rosa ✔️ Sindaco | 148  | 60,16 | Partito Socialista Italiano - Partito Democratico della Sinistra | 148  | 60,16 | 8     |
|           | Armando Raciti               | 88   | 35,77 | Democrazia Cristiana                                             | 88   | 35,77 | 4     |
|           | Renzo Renzi                  | 10   | 4,07  | Lega Lombarda                                                    | 10   | 4,07  | -     |
| Totale    | Totale                       | 246  | 100   |                                                                  | 246  | 100   | 12    |

 Rio Marina 
| Candidati | Candidati                   | Voti  | %     | Liste                                                                                   | Voti  | %     | Seggi |
| --------- | --------------------------- | ----- | ----- | --------------------------------------------------------------------------------------- | ----- | ----- | ----- |
|           | Roberto Antonini ✔️ Sindaco | 621   | 35,36 | Partito Democratico della Sinistra, Partito Socialista Italiano, Rifondazione Comunista | 621   | 35,36 | 8     |
|           | Elvio Diversi               | 571   | 32,52 | Indipendente                                                                            | 571   | 32,52 | 2     |
|           | Felicino Barghini           | 564   | 32,12 | Lista civica                                                                            | 564   | 32,12 | 2     |
| Totale    | Totale                      | 1.756 | 100   |                                                                                         | 1.756 | 100   | 12    |

### Lucca
Altopascio 

| Candidati | Candidati                     | Voti  | %     | Liste                                         | Voti  | %     | Seggi |
| --------- | ----------------------------- | ----- | ----- | --------------------------------------------- | ----- | ----- | ----- |
|           | Maurizio Marchetti ✔️ Sindaco | 2.293 | 35,17 | PSI - DC - PLI - Caccia Pesca Ambiente        | 2.293 | 35,17 | 11    |
|           | Rosanna Moroni                | 1.637 | 25,11 | Rifondazione Comunista                        | 1.637 | 25,11 | 3     |
|           | Gino Giannotti                | 997   | 15,29 | Partito Democratico della Sinistra            | 997   | 15,29 | 1     |
|           | Luca Conti                    | 887   | 13,60 | Democrazia Cristiana                          | 887   | 13,60 | 1     |
|           | Mario Rossetti                | 471   | 7,22  | Lega Lombarda                                 | 471   | 7,22  | -     |
|           | Gianfranco Nelli              | 235   | 3,60  | Movimento Sociale Italiano - Destra Nazionale | 235   | 3,60  | -     |
| Totale    | Totale                        | 6.520 | 100   |                                               | 6.520 | 100   | 16    |

 Coreglia Antelminelli 
| Candidati | Candidati              | Voti  | %     | Liste                                                            | Voti  | %     | Seggi |
| --------- | ---------------------- | ----- | ----- | ---------------------------------------------------------------- | ----- | ----- | ----- |
|           | Carlo Bambi ✔️ Sindaco | 1.446 | 42,26 | Democrazia Cristiana                                             | 1.446 | 42,26 | 11    |
|           | Guglielmo Donati       | 1.444 | 42,20 | Partito Democratico della Sinistra - Partito Socialista Italiano | 1.444 | 42,20 | 5     |
|           | Mosé Cervetti          | 197   | 5,76  | Rifondazione Comunista                                           | 197   | 5,76  | -     |
|           | Giulio Paolo Micheli   | 168   | 4,91  | Lega Lombarda                                                    | 168   | 4,91  | -     |
|           | Fulvio Umberto Lera    | 167   | 4,88  | Movimento Sociale Italiano - Destra Nazionale                    | 167   | 4,88  | -     |
| Totale    | Totale                 | 3.422 | 100   |                                                                  | 3.422 | 100   | 16    |

#### Pietrasanta
| Candidati                     | Candidati                              | Voti                        | %     | Liste                                          | Voti   | %     | Seggi |
| ----------------------------- | -------------------------------------- | --------------------------- | ----- | ---------------------------------------------- | ------ | ----- | ----- |
|                               | Manrico Nicolai Accede al ballottaggio | 4.674                       | 29,96 | Partito Democratico della Sinistra             | 2.661  | 19,61 | 9     |
| Partito Repubblicano Italiano | Manrico Nicolai Accede al ballottaggio | 984                         | 7,25  | 3                                              |        |       |       |
|                               | Enrico Marchi Accede al ballottaggio   | 3.027                       | 19,40 | Democrazia Cristiana-Partito Liberale Italiano | 3.042  | 22,42 | 3     |
|                               | Giampaolo Botti                        | 2.189                       | 14,03 | Unione Versiliese                              | 1.804  | 13,30 | 2     |
|                               | Ester Egizia Viti                      | 1.751                       | 11,22 | Rifondazione Comunista-Federazione dei Verdi   | 1.093  | 8,06  | -     |
| La Rete                       | Ester Egizia Viti                      | 320                         | 2,36  | -                                              |        |       |       |
| Seggio al candidato sindaco   | Seggio al candidato sindaco            | Seggio al candidato sindaco | 1     |                                                |        |       |       |
|                               | Mauro Tesconi                          | 1.425                       | 9,13  | Lega Nord                                      | 1.312  | 9,67  | 1     |
|                               | Maurizio Tosi                          | 1.122                       | 7,19  | Partito Socialista Italiano                    | 1.048  | 7,72  | 1     |
|                               | Giuseppe Giusti                        | 841                         | 5,39  | Movimento Sociale Italiano - Destra Nazionale  | 812    | 5,98  | -     |
|                               | Alfredo Benedetti                      | 574                         | 3,68  | Insieme x Cambiare                             | 492    | 3,63  | -     |
| Totale                        | Totale                                 | 15.603                      | 100   |                                                | 13.568 | 100   | 20    |

Ballottaggio
| Candidati | Candidati                  | Voti   | %     |
| --------- | -------------------------- | ------ | ----- |
|           | Manrico Nicolai ✔️ Sindaco | 7.097  | 50,53 |
|           | Enrico Marchi              | 6.949  | 49,47 |
| Totale    | Totale                     | 14.046 | 100   |

 Pieve Fosciana 
| Candidati | Candidati                     | Voti  | %     | Liste                                         | Voti  | %     | Seggi |
| --------- | ----------------------------- | ----- | ----- | --------------------------------------------- | ----- | ----- | ----- |
|           | Antonio Tognarelli ✔️ Sindaco | 1.253 | 67,55 | Democrazia Cristiana                          | 1.253 | 67,55 | 8     |
|           | Luciano Angelini              | 462   | 24,91 | Lista di Sinistra                             | 462   | 24,91 | 4     |
|           | Vittorio Lucchesi             | 102   | 5,50  | Rifondazione Comunista                        | 102   | 5,50  | -     |
|           | Regolo Gaddi                  | 38    | 2,05  | Movimento Sociale Italiano - Destra Nazionale | 38    | 2,05  | -     |
| Totale    | Totale                        | 1.855 | 100   |                                               | 1.855 | 100   | 12    |

#### Seravezza
| Candidati | Candidati                       | Voti  | %     | Liste                                                       | Voti  | %     | Seggi |
| --------- | ------------------------------- | ----- | ----- | ----------------------------------------------------------- | ----- | ----- | ----- |
|           | Lorenzo Alessandrini ✔️ Sindaco | 2.399 | 29,37 | Democrazia Cristiana                                        | 2.399 | 29,37 | 13    |
|           | Renato Maggi                    | 2.089 | 25,58 | Partito Democratico della Sinistra - Rifondazione Comunista | 2.089 | 25,58 | 3     |
|           | Franco Burroni                  | 1.622 | 19,86 | Lista civica di centro-destra                               | 1.622 | 19,86 | 2     |
|           | Eldo Santarelli                 | 1.042 | 12,76 | Partito Socialista Italiano                                 | 1.042 | 12,76 | 1     |
|           | Enrico Baldi                    | 1.015 | 12,43 | Lista civica di centro-sinistra                             | 1.015 | 12,43 | 1     |
| Totale    | Totale                          | 8.167 | 100   |                                                             | 8.167 | 100   | 20    |

### Massa-Carrara
Montignoso 
| Candidati | Candidati                  | Voti  | %     | Liste                                | Voti  | %     | Seggi |
| --------- | -------------------------- | ----- | ----- | ------------------------------------ | ----- | ----- | ----- |
|           | Narciso Buffoni ✔️ Sindaco | 2.727 | 45,59 | PDS - PSI - PRI - PSDI               | 2.727 | 45,59 | 11    |
|           | Carlo Paolini              | 1.529 | 25,56 | Partito della Rifondazione Comunista | 1.529 | 25,56 | 3     |
|           | Ferdinando Braconi         | 1.119 | 18,71 | Democrazia Cristiana                 | 1.119 | 18,71 | 2     |
|           | Giuseppe Lenzetti          | 407   | 6,80  | Lega Lombarda                        | 407   | 6,80  | -     |
|           | Marco Nardelli             | 199   | 3,33  | Indipendente                         | 199   | 3,33  | -     |
| Totale    | Totale                     | 5.981 | 100   |                                      | 5.981 | 100   | 16    |

 Pisa 
 Fauglia 
| Candidati | Candidati                | Voti  | %     | Liste                | Voti  | %     | Seggi |
| --------- | ------------------------ | ----- | ----- | -------------------- | ----- | ----- | ----- |
|           | Alberto Rossi ✔️ Sindaco | 850   | 44,32 | Centro-destra        | 850   | 44,32 | 8     |
|           | Carlo Fagiolini          | 727   | 37,90 | Centro-sinistra      | 727   | 37,90 | 3     |
|           | Maurizio Salustri        | 341   | 17,78 | Democrazia Cristiana | 341   | 17,78 | 1     |
| Totale    | Totale                   | 1.918 | 100   |                      | 1.918 | 100   | 12    |

 Lari 
| Candidati | Candidati                 | Voti  | %     | Liste                                         | Voti  | %     | Seggi |
| --------- | ------------------------- | ----- | ----- | --------------------------------------------- | ----- | ----- | ----- |
|           | Giovanni Bacci ✔️ Sindaco | 2.356 | 47,39 | Partito Democratico della Sinistra            | 2.356 | 47,39 | 11    |
|           | Romano Regini             | 1.111 | 22,35 | Partito Socialista Italiano                   | 1.111 | 22,35 | 3     |
|           | Francesco Romboli         | 630   | 12,67 | Democrazia Cristiana                          | 630   | 12,67 | 1     |
|           | Massimo Lombardo          | 567   | 11,40 | Rifondazione Comunista                        | 567   | 11,40 | 1     |
|           | Maurizio Iacoponi         | 308   | 6,19  | Movimento Sociale Italiano - Destra Nazionale | 308   | 6,19  | -     |
| Totale    | Totale                    | 4.972 | 100   |                                               | 4.972 | 100   | 16    |

 Santa Luce 
| Candidati | Candidati                | Voti | %     | Liste                            | Voti | %     | Seggi |
| --------- | ------------------------ | ---- | ----- | -------------------------------- | ---- | ----- | ----- |
|           | Giamila Carli ✔️ Sindaco | 616  | 61,85 | Liste civiche di centro-sinistra | 616  | 61,85 | 8     |
|           | Marco Burgalassi         | 380  | 38,15 | Democrazia Cristiana             | 380  | 38,15 | 4     |
| Totale    | Totale                   | 996  | 100   |                                  | 996  | 100   | 12    |

#### Vecchiano
| Candidati | Candidati                    | Voti  | %     | Liste                              | Voti  | %     | Seggi |
| --------- | ---------------------------- | ----- | ----- | ---------------------------------- | ----- | ----- | ----- |
|           | Giancarlo Lunardi ✔️ Sindaco | 3.913 | 55,37 | Partito Democratico della Sinistra | 3.913 | 55,37 | 13    |
|           | Paolo Franceschi             | 1.774 | 25,10 | Alleanza Democratica               | 1.774 | 25,10 | 4     |
|           | Graziano Pardini             | 801   | 11,33 | Rifondazione Comunista             | 801   | 11,33 | 2     |
|           | Alessandro Ghelardi          | 579   | 8,19  | Partito Socialista Italiano        | 579   | 8,19  | 1     |
| Totale    | Totale                       | 7.067 | 100   |                                    | 7.067 | 100   | 20    |

### Pistoia

#### Pescia
| Candidati                   | Candidati                                | Voti   | %     | Liste                                         | Voti   | %     | Seggi |
| --------------------------- | ---------------------------------------- | ------ | ----- | --------------------------------------------- | ------ | ----- | ----- |
|                             | Renzo Giuntoli Accede al ballottaggio    | 4.120  | 34,58 | Partito Democratico della Sinistra            | 2.818  | 26,48 | 10    |
| Partito Socialista Italiano | Renzo Giuntoli Accede al ballottaggio    | 713    | 6,70  | 2                                             |        |       |       |
|                             | Antonio Grassotti Accede al ballottaggio | 2.671  | 22,42 | Democrazia Cristiana                          | 2.809  | 26,40 | 4     |
|                             | Alessandra Visani Cristiano              | 2.089  | 17,54 | Rifondazione Comunista                        | 1.632  | 15,34 | 2     |
|                             | Riccardo Ercolini                        | 1.250  | 10,49 | Lega Nord                                     | 1.194  | 11,22 | 1     |
|                             | Giovanni Gentile                         | 1.117  | 9,38  | Movimento Sociale Italiano - Destra Nazionale | 888    | 8,34  | 1     |
|                             | Arturo Tintori                           | 666    | 5,59  | Caccia Pesca Ambiente                         | 588    | 5,53  | -     |
| Totale                      | Totale                                   | 11.913 | 100   |                                               | 10.642 | 100   | 20    |

Ballottaggio
| Candidati | Candidati                 | Voti   | %     |
| --------- | ------------------------- | ------ | ----- |
|           | Renzo Giuntoli ✔️ Sindaco | 5.720  | 53,67 |
|           | Antonio Grassotti         | 4.937  | 46,33 |
| Totale    | Totale                    | 10.657 | 100   |

### Siena
Chiusi 
| Candidati | Candidati                 | Voti  | %     | Liste                              | Voti  | %     | Seggi |
| --------- | ------------------------- | ----- | ----- | ---------------------------------- | ----- | ----- | ----- |
|           | Fabio Poggioni ✔️ Sindaco | 3.101 | 48,56 | Partito Democratico della Sinistra | 3.101 | 48,56 | 11    |
|           | Fabrizio Felici           | 1.220 | 19,10 | Partito Socialista Italiano        | 1.220 | 19,10 | 2     |
|           | Pierluigi Ciacci          | 870   | 13,62 | Rifondazione Comunista             | 870   | 13,62 | 2     |
|           | Gian Mario Rossi          | 795   | 12,45 | Democrazia Cristiana               | 795   | 12,45 | 1     |
|           | Luciano Fiorani           | 400   | 6,26  | La Rete                            | 400   | 6,26  | -     |
| Totale    | Totale                    | 6.386 | 100   |                                    | 6.386 | 100   | 16    |

#### Siena
| Candidati | Candidati                                   | Voti   | %     | Liste                                         | Voti   | %     | Seggi |
| --------- | ------------------------------------------- | ------ | ----- | --------------------------------------------- | ------ | ----- | ----- |
|           | Pierluigi Piccini Accede al ballottaggio    | 15.123 | 37,80 | Partito Democratico della Sinistra            | 13.449 | 35,89 | 24    |
|           | Vittorio Carnesecchi Accede al ballottaggio | 8.947  | 22,36 | Democrazia Cristiana                          | 7.715  | 20,59 | 6     |
|           | Achille Neri                                | 6.738  | 16,84 | Alleanza per Siena                            | 5.808  | 15,50 | 4     |
|           | Mario Menicori                              | 4.190  | 10,47 | Insieme per Siena (PSI - PSDI - PLI - Ex DC)  | 5.484  | 14,64 | 4     |
|           | Eriase Belardi Merlo                        | 2.548  | 6,37  | Partito della Rifondazione Comunista          | 2.430  | 6,49  | 1     |
|           | Amedeo Monfardini                           | 1.839  | 4,60  | Movimento Sociale Italiano - Destra Nazionale | 1.982  | 5,29  | 1     |
|           | Roberto Marchionni                          | 621    | 1,55  | Lega Autonomista Toscana - M.A.T.             | 601    | 1,60  | -     |
| Totale    | Totale                                      | 40.006 | 100   |                                               | 37.469 | 100   | 40    |

Ballottaggio
| Candidati | Candidati                    | Voti   | %     |
| --------- | ---------------------------- | ------ | ----- |
|           | Pierluigi Piccini ✔️ Sindaco | 18.667 | 55,95 |
|           | Vittorio Carnesecchi         | 14.694 | 44,05 |
| Totale    | Totale                       | 33.361 | 100   |

## Elezioni del novembre 1993

### Arezzo
Montemignaio 
| Candidati | Candidati                 | Voti | %     | Liste                                         | Voti | %     | Seggi |
| --------- | ------------------------- | ---- | ----- | --------------------------------------------- | ---- | ----- | ----- |
|           | Sergio Vignoli ✔️ Sindaco | 206  | 49,40 | Partito Democratico della Sinistra            | 206  | 49,40 | 8     |
|           | Marcello Mugnaini         | 138  | 33,09 | Mista di centro                               | 138  | 33,09 | 3     |
|           | Mario Galletti            | 73   | 17,51 | Movimento Sociale Italiano - Destra Nazionale | 73   | 17,51 | 1     |
| Totale    | Totale                    | 417  | 100   |                                               | 417  | 100   | 12    |

 Grosseto 
 Campagnatico 
| Candidati | Candidati                      | Voti | %   | Liste           | Voti | %   | Seggi |
| --------- | ------------------------------ | ---- | --- | --------------- | ---- | --- | ----- |
|           | Gabriello Sforzi ❌ Non eletto | 874  | 100 | Centro-sinistra | 874  | 100 | -     |
| Totale    | Totale                         | 874  | 100 |                 | 874  | 100 | -     |

### Lucca
Forte dei Marmi 
| Candidati | Candidati                   | Voti  | %     | Liste                 | Voti  | %     | Seggi |
| --------- | --------------------------- | ----- | ----- | --------------------- | ----- | ----- | ----- |
|           | Vittorio Cardini ✔️ Sindaco | 2.799 | 41,37 | PDS - PRC - FdV - PSI | 2.799 | 41,37 | 11    |
|           | Antonio Molino              | 1.518 | 22,44 | Democrazia Cristiana  | 1.518 | 22,44 | 2     |
|           | Alberto Marino Baldini      | 1.053 | 15,56 | Lega Nord             | 1.053 | 15,56 | 1     |
|           | Marcello Polacci            | 800   | 11,82 | Lista civica          | 800   | 11,82 | 1     |
|           | Giorgio Giannelli           | 596   | 8,81  | Lista civica          | 596   | 8,81  | 1     |
| Totale    | Totale                      | 6.766 | 100   |                       | 6.766 | 100   | 16    |

 Porcari 
| Candidati | Candidati                      | Voti  | %     | Liste                                                            | Voti  | %     | Seggi |
| --------- | ------------------------------ | ----- | ----- | ---------------------------------------------------------------- | ----- | ----- | ----- |
|           | Giuseppe Della Nina ✔️ Sindaco | 2.652 | 58,75 | Democrazia Cristiana - Caccia Pesca Ambiente                     | 2.652 | 58,75 | 11    |
|           | Ermanno Bullentini             | 1.862 | 41,25 | Partito Democratico della Sinistra - Partito Socialista Italiano | 1.862 | 41,25 | 5     |
| Totale    | Totale                         | 4.514 | 100   |                                                                  | 4.514 | 100   | 16    |

### Massa-Carrara
Mulazzo 
| Candidati | Candidati                    | Voti  | %     | Liste                                                          | Voti  | %     | Seggi |
| --------- | ---------------------------- | ----- | ----- | -------------------------------------------------------------- | ----- | ----- | ----- |
|           | Roberto Malaspina ✔️ Sindaco | 1.036 | 51,16 | Partito Socialista Democratico Italiano - Democrazia Cristiana | 1.036 | 51,16 | 8     |
|           | Danilo Bastoni               | 861   | 42,52 | Liste civiche di centro-sinistra                               | 861   | 42,52 | 4     |
|           | Carlo Pedrotti               | 76    | 3,75  | Lega Nord                                                      | 76    | 3,75  | -     |
|           | Silvano Belloni              | 52    | 2,57  | Rifondazione Comunista                                         | 52    | 2,57  | -     |
| Totale    | Totale                       | 2.025 | 100   |                                                                | 2.025 | 100   | 12    |

 Pisa 
 Crespina 
| Candidati | Candidati                  | Voti  | %     | Liste                                                                                     | Voti  | %     | Seggi |
| --------- | -------------------------- | ----- | ----- | ----------------------------------------------------------------------------------------- | ----- | ----- | ----- |
|           | Bruno Barsacchi ✔️ Sindaco | 1.282 | 57,44 | Lista mista di centro                                                                     | 1.282 | 57,44 | 11    |
|           | Nadia Zampilli             | 950   | 42,56 | Partito Democratico della Sinistra - Partito Socialista Italiano - Rifondazione Comunista | 950   | 42,56 | 5     |
| Totale    | Totale                     | 2.232 | 100   |                                                                                           | 2.232 | 100   | 16    |

### Pistoia
Serravalle Pistoiese 
| Candidati | Candidati               | Voti  | %     | Liste                                         | Voti  | %     | Seggi |
| --------- | ----------------------- | ----- | ----- | --------------------------------------------- | ----- | ----- | ----- |
|           | Renzo Giusti ✔️ Sindaco | 3.231 | 52,99 | Partito Democratico della Sinistra            | 3.231 | 52,99 | 11    |
|           | Fabrizio Bugiani        | 1.682 | 27,59 | Democrazia Cristiana                          | 1.682 | 27,59 | 4     |
|           | Gianfranco Spinelli     | 563   | 9,23  | Rifondazione Comunista                        | 563   | 9,23  | 1     |
|           | Andrea Bugiani          | 399   | 6,54  | Lega Nord                                     | 399   | 6,54  | -     |
|           | Marco Pacini            | 222   | 3,64  | Movimento Sociale Italiano - Destra Nazionale | 222   | 3,64  | -     |
| Totale    | Totale                  | 6.097 | 100   |                                               | 6.097 | 100   | 16    |